# 碧山溫泉
23°10′33″N 121°01′46″E / 23.1759415°N 121.0293274°E

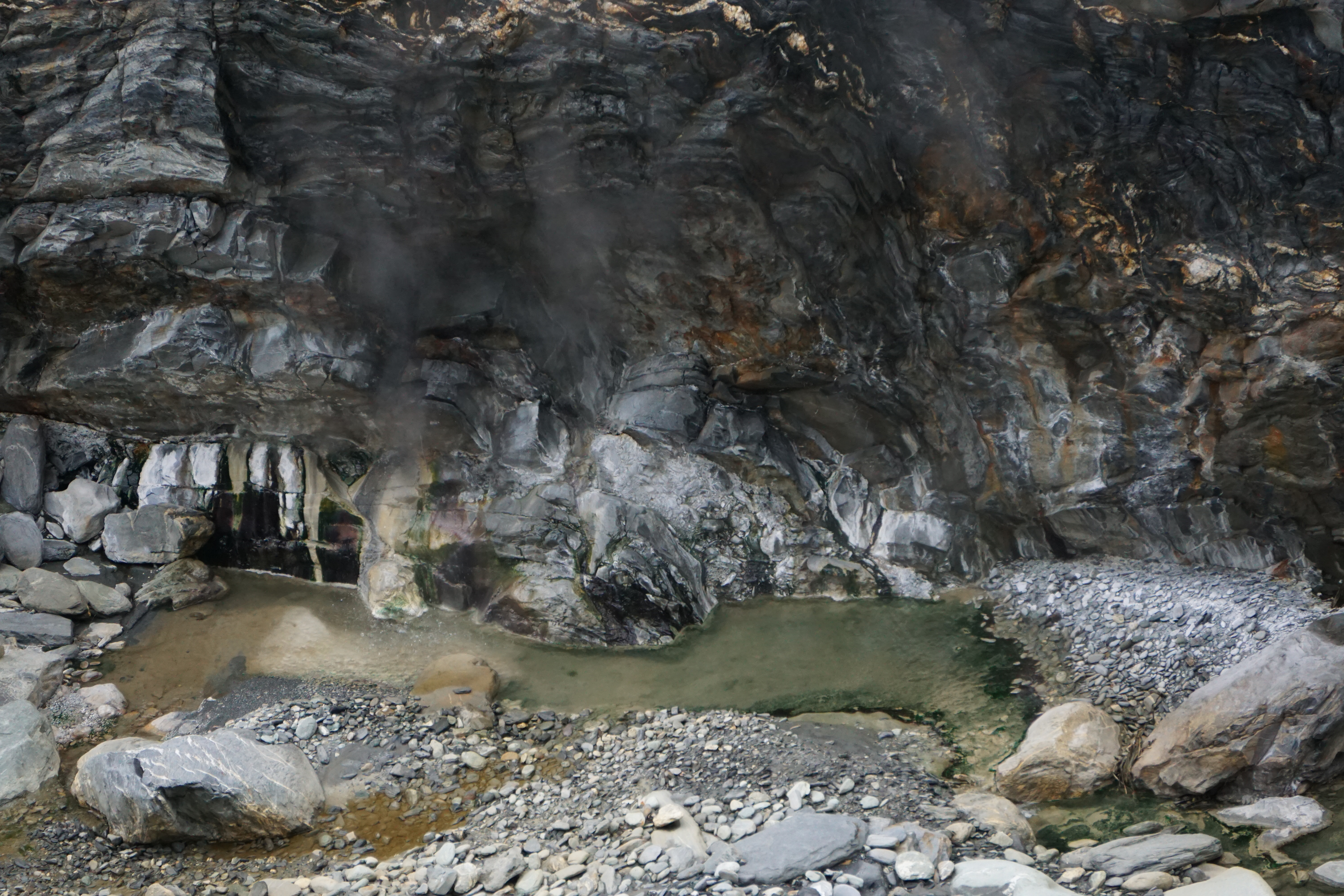
碧山温泉

碧山溫泉位於臺灣台東縣海端鄉，該溫泉源自新武呂溪峽谷，其水源來自該溪的鐘乳石岩洞，部分亦由溪床冒出。

## 泉質
水溫64-92℃左右，酸鹼值約為pH7.2，屬於鹼性的碳酸泉。

## 特色
屬於野溪溫泉的碧山，最大源頭來自新武呂溪峽谷。該處泉質溫度較高，須至較下流之河水溪谷溪泡。該地除溫泉外，亦有石筍景觀可供觀賞。

## 交通
- 大眾運輸
  - 臺東市區之鼎東客運往利稻方向搭至霧鹿橋下車，不過班次不多。
- 開車：
  - 台九線至池上後，轉台20甲線，直至碧山溫泉。